# Короленко Софія Володимирівна
Короленко Софія Володимирівна (28.10.1886, м. Нижній Новгород, Російська імперія — 16.07.1957, Полтава) — російська літературознавиця. Засновниця та перша директорка Літературно-меморіального музею В.Г.Короленка (1928—1957) у місті Полтава.

## Біографія
Софія Володимирівна Короленко народилася 29 жовтня 1886 року в Нижньому Новгороді. Старша дочка В. Г. Короленка. 
Навчання розпочала у Петербурзі, а у 1904 році закінчила Маріїнську жіночу гімназію у Полтаві.
Трудове життя розпочала вчителюванням у селі Демки на Пирятинщині.
У 1915 продовжила навчання на історико-філософському відділі Вищих жіночих (Бестужевських) курсів у Петербурзі.
Починаючи з 1905 року стала активно допомагати батьку в його літературній роботі.
У роки першої російської революції Короленко поділяє з батьком його громадську діяльність.
З 1913 року брала активну участь у підготовці до друку повного зібрання творів батька у 27-ми томах, яке вийшло у Петербурзі (1914). Її обов'язком було ведення кореспонденції та листування з видавництвом, переписування та вичитування батькових творів.
У 1918 — 1925 роках Софія Короленко активно працювала в Полтавській Раді захисту дітей, а також у «Лізі порятунку дітей», благодійній організації демократичної інтелігенції, яку заснував восени 1918 у Полтаві В. Г. Короленко.
1921 очолила редакційну комісію з видання літературної спадщини В. Г. Короленка, була авторкою, редакторкою та упорядницею приміток усіх основних видань його творів.
Після смерті батька Софія Короленко присвятила себе дослідженню та популяризації його спадщини.
1928 року разом з молодшою сестрою Наталією Ляхович (до шлюбу Короленко) у будинку, де жив батько, організувала виставку з нагоди 75-річчя від дня його народження. На основі її матеріалів у 1940 році Софія Короленко створила та очолила музей Володимира Короленка в Полтаві.
Під час Другої світової війни Софія Короленко вивезла в тил у місто Свердловськ (нині Єкатеринбург, РФ) й зберегла найцінніші експонати з родинного архіву та фонди музею.
У Полтаві прожила майже 57 років. Її пам'ятають у місті не лише як доньку письменника та дослідницю на ниві короленкознавства, а й за її милосердя та чуйність до людей.

## Творчий доробок
Останні роки життя Софія Короленко присвятила роботі над десятитомним ювілейним виданням творів В. Г. Короленка (1953—1956).
Вона є авторкою першого путівника по музею В. Г. Короленка (1953) та двох книг про батька, виданих посмертно (1966, 1968).
Мемуарна книга «Десять лет в провинции» (1966) охоплює період життя В. Г. Короленка в Нижньому Новгороді (1885—1896). Для біографів письменника вона має велике значення. В роботі над книгою Софія Володимирівна використала листи батька, його твори та документи з архіву.
У 1968 році вийшла друга книга «Книга про батька». У ній продовжується розповідь про батька на посаді редактора журналу «Русское богатство», про його переїзд до Полтави та останній період його життя (1915 — 1921). У книзі наводяться уривки з неопублікованих творів і листів В. Короленка, що надає їй у багатьох випадках значення першоджерела.